# Trichomycterus caudofasciatus
Trichomycterus caudofasciatus is een straalvinnige vissensoort uit de familie van de parasitaire meervallen (Trichomycteridae). De wetenschappelijke naam van de soort is voor het eerst geldig gepubliceerd in 2004 door Alencar & Costa.